# هانك جونز
هانك جونز (بالإنجليزية: Hank Jones)‏ هو عازف بيانو وملحن أمريكي، ولد في 31 يوليو 1918 في فيكسبيرغ في الولايات المتحدة، وتوفي في 16 مايو 2010 في نيويورك في الولايات المتحدة.

## وصلات خارجية
- هانك جونز على موقع IMDb (الإنجليزية)
- هانك جونز على موقع ميوزك برينز (الإنجليزية)
- هانك جونز على موقع أول موفي (الإنجليزية)
- هانك جونز على موقع إن إن دي بي (الإنجليزية)
- هانك جونز على موقع أول ميوزيك (الإنجليزية)
- هانك جونز على موقع ديسكوغز (الإنجليزية)
- هانك جونز على موقع قاعدة بيانات الفيلم (الإنجليزية)